# Ranunculus seguieri
Ranunculus seguieri là một loài thực vật có hoa trong họ Mao lương. Loài này được Vill. miêu tả khoa học đầu tiên năm 1779.

## Hình ảnh

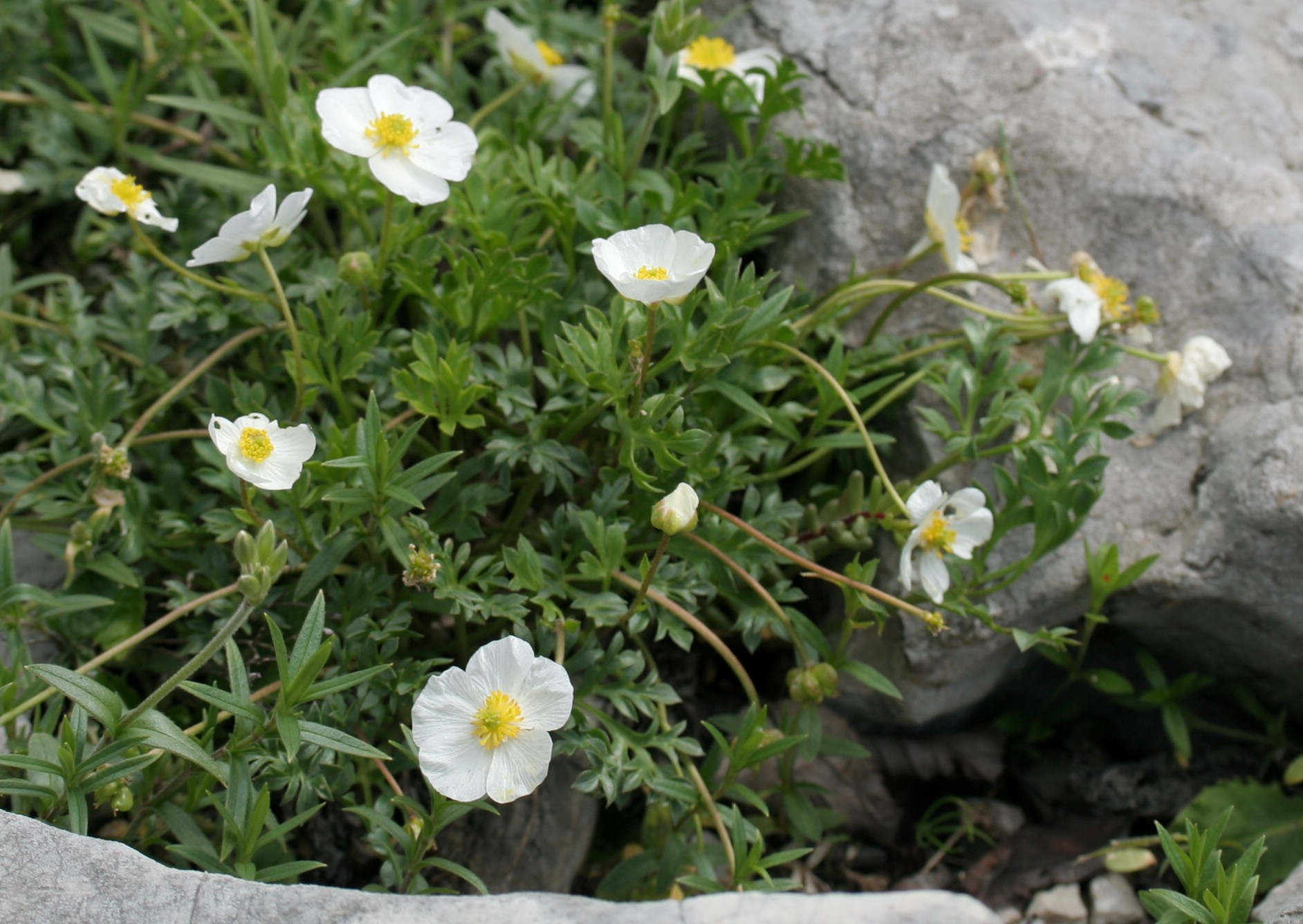
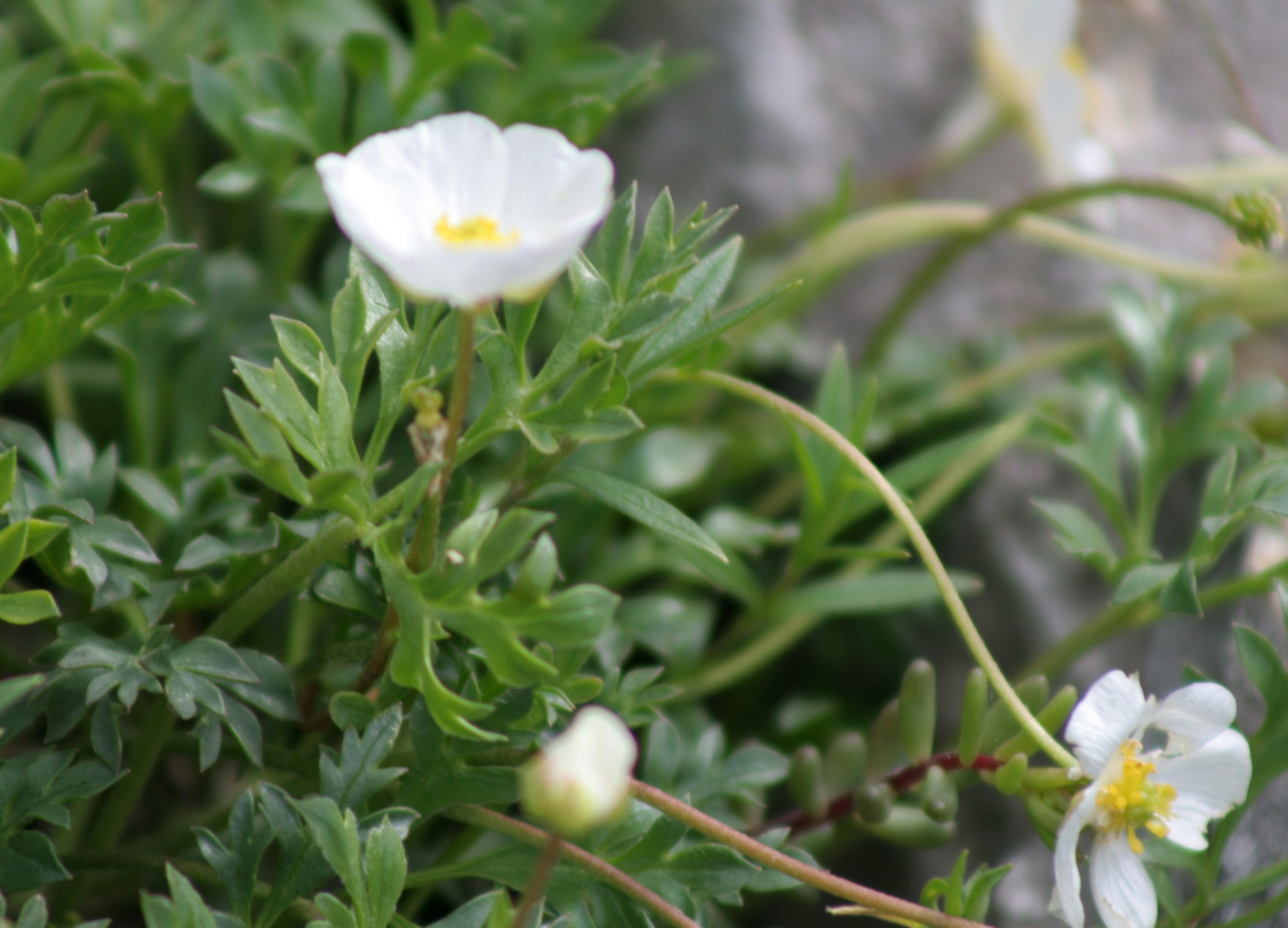
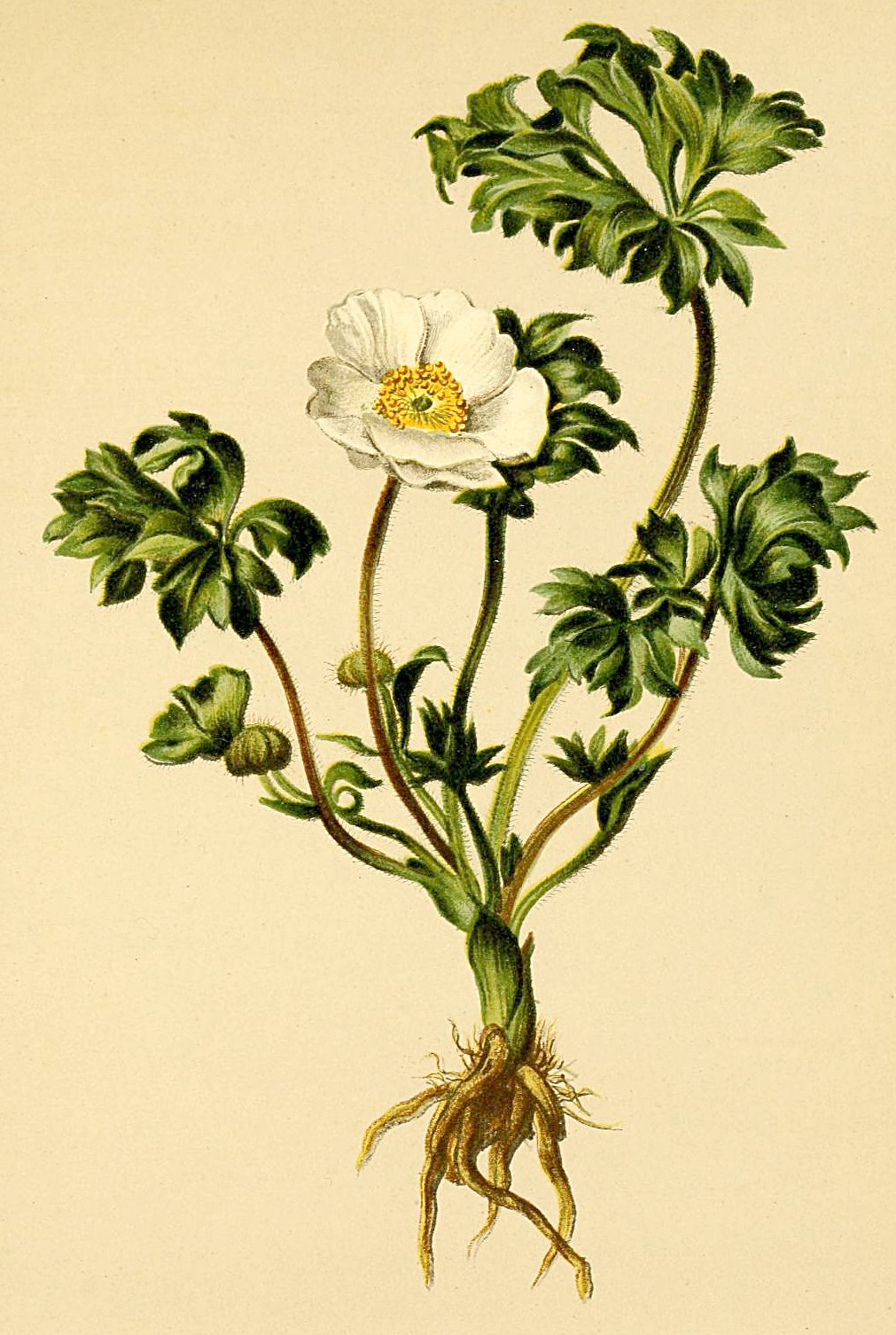
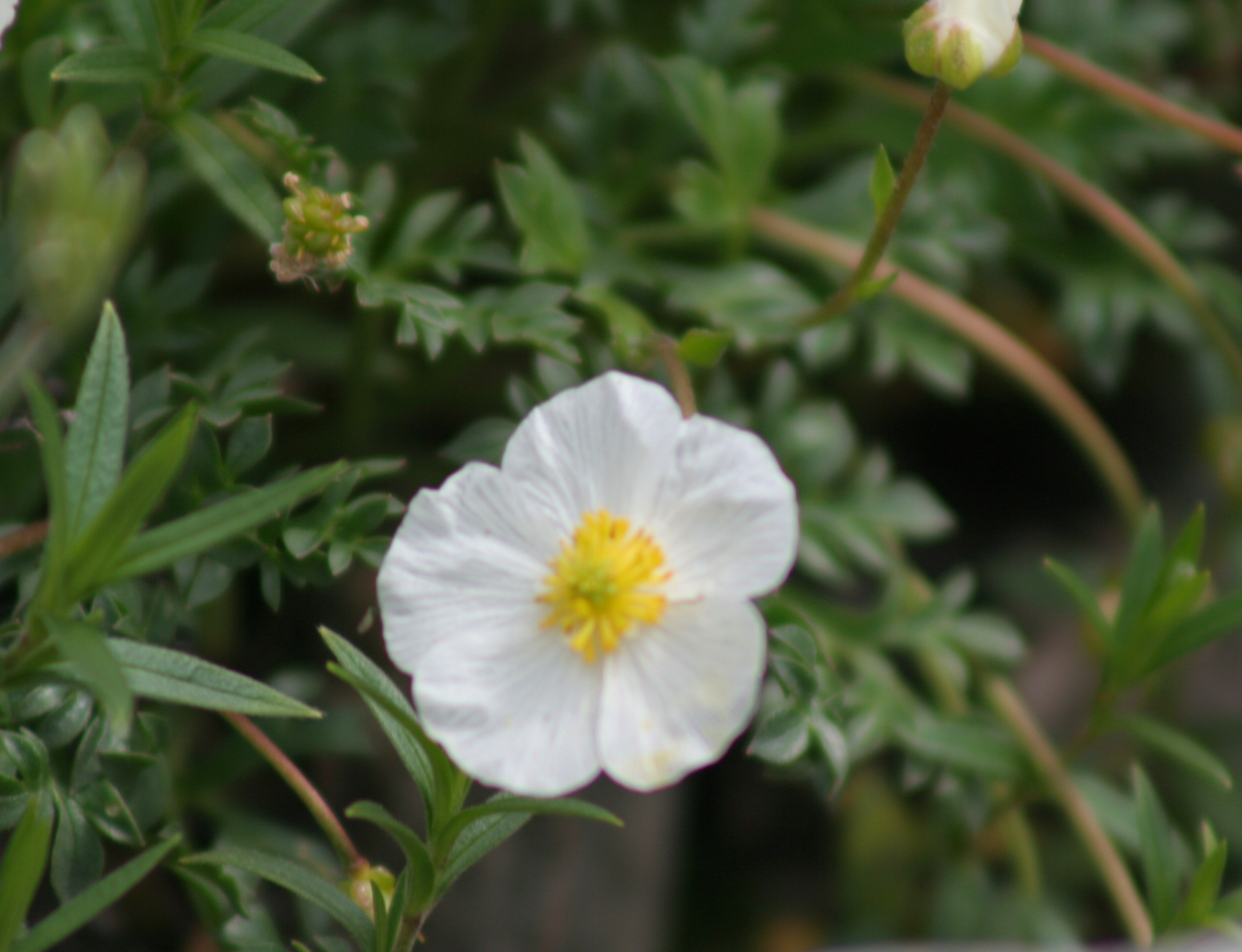